# Мала Слобода
Мала Слобода (біл. вёска Малая Слабада) — село в складі Крупського району Мінської області, Білорусь. Село підпорядковане Крупській сільській раді, розташоване в східній частині області.